# Bajka o carewnie-żabie

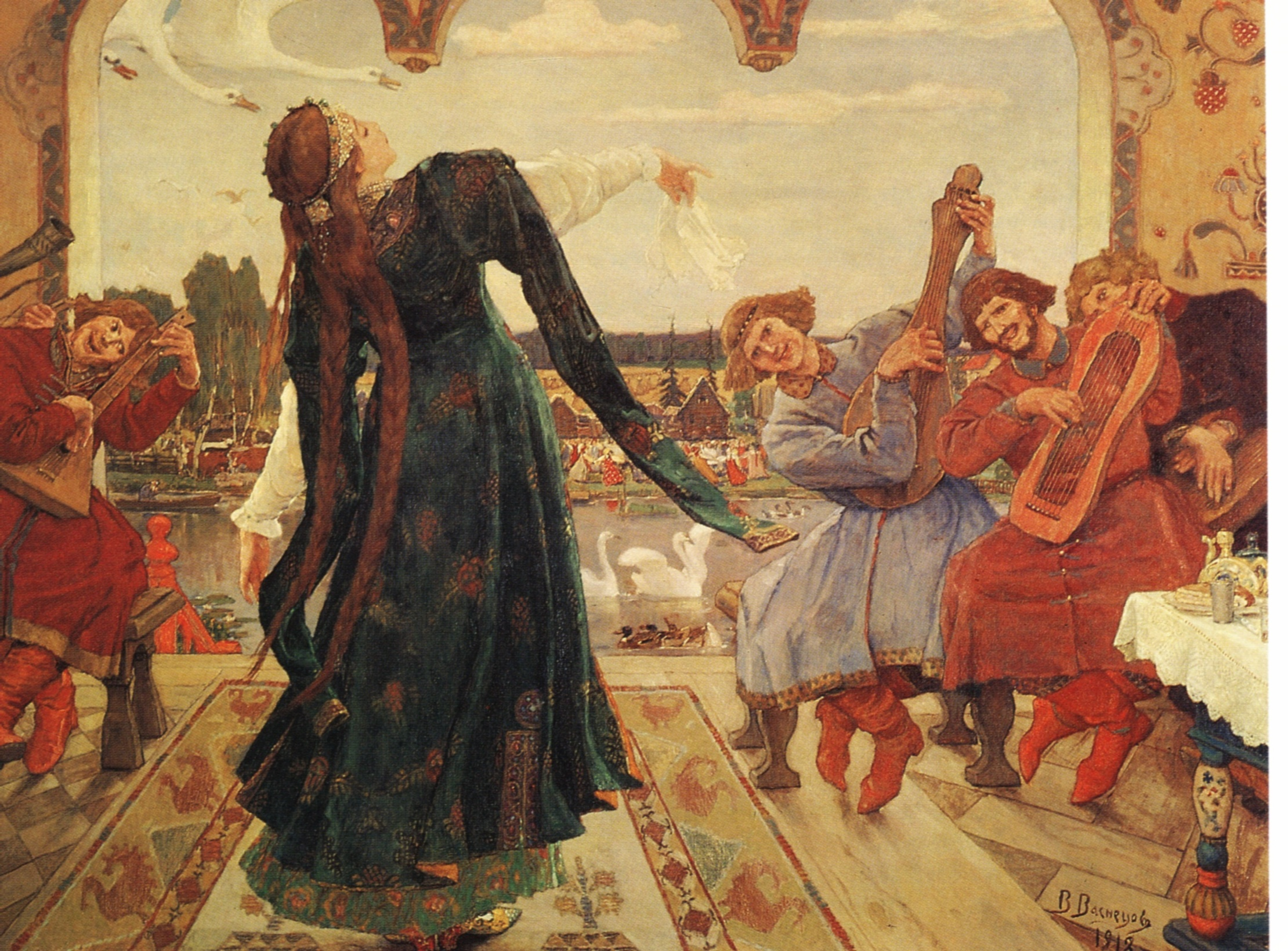
W. Wasniecow. Carewna żabka (Царевна-Лягушка), 1918

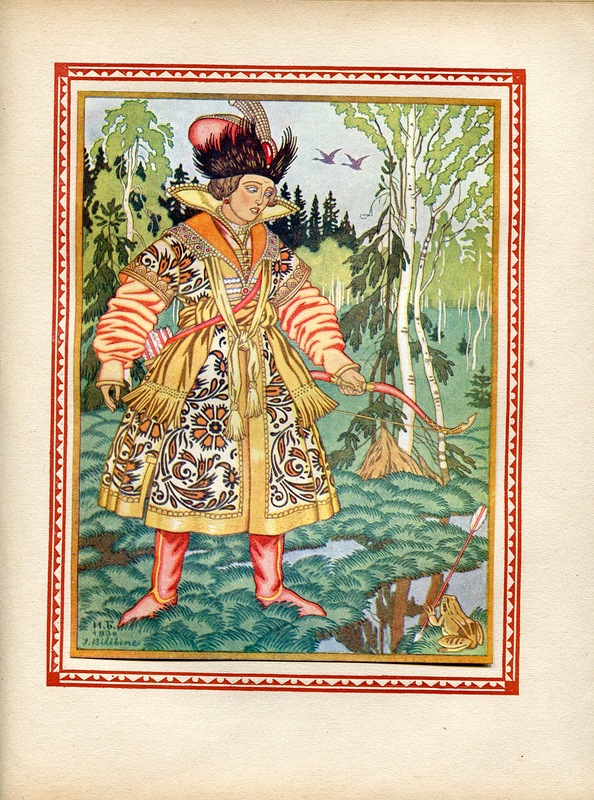
Iwan Carewicz i Królewna żabka (ilustracja I. Bilibin)

Bajka o carewnie-żabie, Bajka o carównie zaklętej w żabkę, Królewna w żabę przemieniona
(ros. Царевна-Лягушка, Cariewna – liaguszka) – rosyjska baśń ludowa. Istnieje kilka jej wersji. Znajduje się w księdze bajek A. Afanasjewa pt.  Narodnyje russkije skazki (pol. Rosyjskie baśnie ludowe).

## Adaptacje filmowe
- Królewna żabka (Царевна-Лягушка) – radziecki film animowany z 1954 roku w reżyserii Michaiła Cechanowskiego